# Kristof Vliegen
Kristof Vliegen (født 22. juni 1982 i Maaseik, Belgien) er en belgisk tennisspiller, der blev professionel i 2001. Han har, pr. maj 2009, endnu ikke vundet nogen ATP-turneringer, og hans bedste præstation i Grand Slam-sammenhæng er en plads i 3. runde ved både Australian Open i 2006 og French Open i 2007.
Vliegen er 193 cm. høj og vejer 75 kilo.